# Pterolophia ochreoscutellaris
Pterolophia ochreoscutellaris är en skalbaggsart som beskrevs av Báguena och Stefan von Breuning 1958. Pterolophia ochreoscutellaris ingår i släktet Pterolophia och familjen långhorningar. Inga underarter finns listade i Catalogue of Life.